# Święty Aryg
Święty Aryg, łac. Aridius lub Arigius, fr. Arey, Érige (ur. ok. 535 lub w II połowie VI wieku w Chalon-sur-Saône, zm. pomiędzy 604-614) – francuski biskup, święty Kościoła katolickiego i prawosławnego.
Aryg urodził się w szlacheckiej gallorzymskiej rodzinie. Święcenia kapłańskie otrzymał z rąk biskupa Grenoble Syagriusa. Przez dwa lata pełnił posługę w miejscowym kościele św. Wincenta, później został kapłanem na terenie regionu Trièves (obecnie w departamencie Isère) i  biskupem w Gap, gdzie dobrze sprawował urząd przez 20 lat. Przyjaźnił się z Grzegorzem Wielkim. Walczył z symonią, jego działania współcześni scharakteryzowali jako przepełnione miłosierdziem i cierpliwością wobec wrogów.
Jego wspomnienie liturgiczne w Kościele katolickim obchodzone jest 1 maja.
Wyznawcy prawosławia, z uwagi na liturgię według kalendarza juliańskiego, wspominają świętego 1/14 maja, tj. 14 maja według kalendarza gregoriańskiego.